# Habronyx flavistigma
Habronyx flavistigma là một loài tò vò trong họ Ichneumonidae.